# Rachel Maddow
Rachel Anne Maddow (Castro Valley, 1º de abril de 1973) é uma apresentadora de telejornal da televisão estadunidense e comentarista política liberal. Maddow apresenta o  The Rachel Maddow Show, um programa de televisão semanal na MSNBC, e atua como co-âncora de eventos especiais da rede televisão a cabo. O seu programa de rádio com o mesmo nome [en] foi transmitido pela Air America [en] de 2005 a 2010.
Maddow acumulou diversos prémios Emmy pelo seu trabalho de radiodifusão; no ano de 2021, recebeu também um prémio Grammy pela versão em audiolivro  Blowout de 2019.
Maddow formou-se em políticas públicas pela Universidade de Stanford e um tem um doutorado em ciências políticas pela Universidade de Oxford e é a primeira apresentadora abertamente lésbica a apresentar um grande programa de notícias em horário nobre nos Estados Unidos.

## Biografia

### Primeiros anos e formação acadêmica
Maddow nasceu em Castro Valley, na Califórnia. Seu pai, Robert B. Maddow, é um antigo capitão da Força Aérea dos Estados Unidos que demitiu-se da sua comissão no ano anterior ao seu nascimento e depois trabalhou como advogado para o Distrito de Utilidade Pública Municipal de East Bay [en]. Sua mãe, Elaine (nascida Gosse), era administradora de programas escolares e tem um irmão mais velho, David. O seu avô paterno era de uma família judia (o apelido original da família era Medvedof), que chegou aos Estados Unidos vindo do Império Russo. A sua avó paterna era de ascendência holandesa. A mãe canadiana de Maddow, originária da Terra Nova e Labrador, tem ascendência inglesa e irlandesa.
Maddow disse que a sua família é “muito, muito católica” e que cresceu numa comunidade que a sua mãe descreveu como “muito conservadora”. Era uma atleta competitiva e participou no voleibol, basquetebol e natação do liceu.
Referindo-se aos filmes de John Hughes, Maddow descreveu-se a si própria como sendo “um cruzamento entre o atleta e a rapariga antissocial” no liceu. Licenciou-se na Castro Valley High School [en] e frequentou a Universidade Stanford. Quando era caloura, foi revelada como lésbica pelo jornal da faculdade, quando uma entrevista com ela foi publicada antes que ela pudesse contar aos pais.
Formou-se em políticas públicas em Stanford no ano de 1994. Recebeu uma bolsa de estudos Rhodes e começou seus estudos de pós-graduação em 1995 no Lincoln College, na Universidade de Oxford. Rambém recebeu uma bolsa Marshall [en] no mesmo ano, mas a recusou em favor da manutenção da bolsa Rhodes. Isso a tornou a primeira lésbica assumida a receber a bolsa Rhodes. No ano de 2001, obteve o título de Doutora em Filosofia (DPhil) em Ciência política na Universidade de Oxford. Sua tese foi intitulada “HIV/AIDS and Health Care Reform in British and American Prisons” e foi supervisionada por Lucia Zedner [en].

## Rádio
O primeiro emprego de Maddow como apresentadora de rádio foi em 1999, na WRNX [en] (100,9 FM), em Holyoke, no interior do estado de  Massachusetts, que na época apresentava o programa “The Dave in the Morning Show”. Inscreveu-se e ganhou um concurso realizado pela estação para encontrar um novo segundo apresentador para o apresentador principal do programa, Dave Brinnel [en]. Após o programa da WRNX, apresentou o Big Breakfast na WRSI [en] (93.9 FM) em Northampton, também no estado de Massachusetts, por dois anos, saindo em 2004 para se juntar à nova rede de rádio Air America [en].  Lá, ela apresentou o Unfiltered junto com Chuck D (do grupo de hip hop Public Enemy) e Lizz Winstead (co-criadora do The Daily Show) até seu cancelamento em março de 2005.
Duas semanas após o cancelamento do Unfiltered, em abril de 2005, o programa de rádio de duas horas de Maddow, The Rachel Maddow Show [en], começou a ser transmitido; em março de 2008, ganhou uma terceira hora, indo ao ar das 18h às 21h, horário da costa leste do país, com David Bender [en] preenchendo a terceira hora para a seção de chamadas, quando Maddow estava trabalhando na TV. Em 2008, a duração do programa voltou a ser de duas horas quando Maddow iniciou o programa noturno de televisão da MSNBC, também chamado  The Rachel Maddow Show. 
No início de 2009, depois de renovar seu contrato com a Air America, o programa de rádio de Maddow foi transferido para um horário de uma hora, às 5h da manhã, horário do leste dos Estados Unidos. Essa versão do programa começava com uma breve introdução de Maddow, seguida de uma transmissão baseada no áudio do programa de televisão de Maddow transmitido pela MSNBC na noite anterior. Pouca explicação ou aviso foi dado para essa mudança, exceto pelos comentários de Maddow de que fazer dois programas diários era muito cansativo. O programa de rádio de Maddow terminou em 21 de janeiro de 2010, quando a Air America encerrou suas operações.

## Televisão
No mês de junho de 2005, Maddow tornou-se participante regular do programa Tucker [en] da MSNBC, apresentado por Tucker Carlson. Durante e após a eleição de novembro de 2006, ela foi convidada do programa Paula Zahn Now [en] da CNN. Também foi correspondente da The Advocate Newsmagazine, uma revista de notícias curtas voltadas para a comunidade LGBT para a Logo TV, derivada de notícias publicadas pela The Advocate. 
Em janeiro de 2008, Maddow tornou-se analista política da MSNBC e participou regularmente do painel Race for the White House, da MSNBC, com David Gregory [en], e da cobertura eleitoral da MSNBC, além de ser colaboradora frequente do programa Countdown with Keith Olbermann [en].
Ainda em 2008, Maddow foi a apresentadora substituta do Countdown with Keith Olbermann, sua primeira vez como apresentodora de um programa na MSNBC. Maddow se descreveu no ar como “nervosa”. Keith Olbermann [en] elogiou seu trabalho, e ela foi reconduzida à apresentação do Countdown no mês seguinte. O programa que ela apresentou foi o noticiário de maior audiência entre pessoas de 25 a 54 anos de idade. Por seu sucesso, Olbermann classificou Maddow em terceiro lugar no segmento de seu programa “as melhores pessoas do mundo”. Em julho de 2008, Maddow substituiu novamente Maddow em várias transmissões. Maddow também substituiu David Gregory como apresentadora do programa Race for the White House.
Olbermann defendeu que Maddow apresentasse seu próprio programa na MSNBC e acabou conseguindo persuadir Phil Griffin a lhe dar o horário de Dan Abrams [en].

### The Rachel Maddow Show

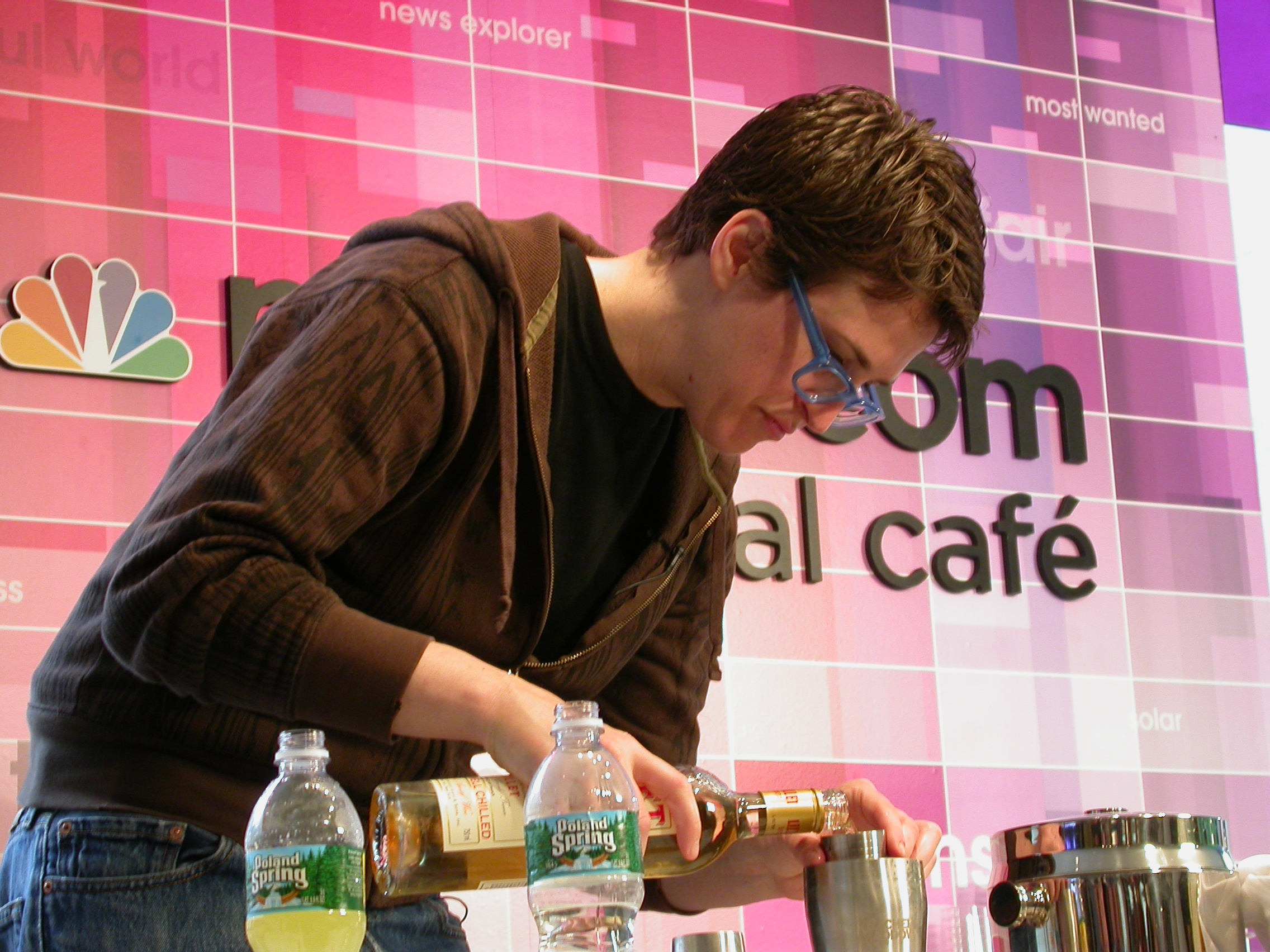
Maddow preparando coquetéis durante a gravação de um podcast do en no msnbc.com digital café no Rockefeller Center.

No mês de agosto de 2008, a MSNBC anunciou que o  The Rachel Maddow Show substituiria o Verdict with Dan Abrams no horário das 21h00 no mês seguinte. Após sua estreia, o programa superou o Countdown como o programa de maior audiência da MSNBC em diversas ocasiões. Após ficar no ar por mais de um mês, o programa de Maddow dobrou a audiência naquele horário. Esse programa fez de Maddow a primeira apresentadora abertamente gay ou lésbica de um programa de notícias em horário nobre nos Estados Unidos.
As críticas iniciais ao programa foram positivas. A jornalista do Los Angeles Times, Matea Gold, escreveu que Maddow “encontrou a fórmula certa na MSNBC”, e o jornal birtânico The Guardian escreveu que Maddow havia se tornado a “estrela do noticiário a cabo dos Estados Unidos”. O colunista da agência de notícias Associated Press, David Bauder, a viu como “[Keith] a alma gêmea política de Olbermann” e descreveu os programas de Olbermann-Maddow como um “bloco liberal de duas horas”.
Sobre seu relacionamento colegial com Roger Ailes, da Fox News, a quem ela procurou para obter conselhos técnicos sobre ângulos de câmera, Maddow disse que não quer falar sobre isso porque “não quero que ninguém mais use isso. Foi uma coisa boa que ele fez por mim e foi valiosa para mim; ajudou-me a obter uma vantagem sobre meus concorrentes.
Em meados de maio de 2017, em meio a várias controvérsias envolvendo a administração Trump, a MSNBC ultrapassou a CNN e a Fox News nas classificações de notícias. Na semana de 15 de maio, o The Rachel Maddow Show foi o programa não esportivo nº 1 na TV a cabo pela primeira vez. Ela foi chamada pela revista Rolling Stone de “a âncora mais curiosa dos Estados Unidos” que “atravessou o caos da administração Trump - e se tornou o nome mais confiável nas notícias. Maddow argumentou que essas questões “são os escândalos mais sérios que qualquer presidente já enfrentou".
Maddow declarou que a missão de seu programa é “aumentar a quantidade de informações úteis no mundo”. Ela disse que sua regra para cobrir o governo Trump é: “Não preste atenção no que eles dizem, concentre-se no que eles fazem (...) porque é mais fácil cobrir uma história que se move rapidamente quando você não se distrai com quaisquer que sejam as negações da Casa Branca.
Maddow geralmente começa uma transmissão com uma longa história, às vezes com mais de 20 minutos, à qual ela se refere no ar como “bloco A”. Isso geralmente começa com clipes de filmes e outras mídias de eventos de anos ou décadas passadas, que ela acaba conectando com as notícias do dia. Sobre esse processo, ela descreve como: “O que define se você é bom ou não nesse trabalho é se você tem algo a dizer quando é hora de dizer algo. Porque você terá que dizer algo quando a luz se acender... Quero ter algo a dizer que as pessoas ainda não saibam todas as noites, todos os segmentos, e isso torna difícil acertar o processo porque essa é a única coisa com a qual me preocupo.
Durante a Pandemia de COVID-19, Maddow foi uma defensora declarada da vacinação. Ela incentivou as pessoas a se vacinarem, para o benefício delas mesmas e da sociedade como um todo.
Maddow teve um hiato em seu programa de fevereiro a abril de 2022 para coincidir com a produção da adaptação cinematográfica de Bag Man. A partir de maio de 2022, seu programa passou a ser transmitido semanalmente às segundas-feiras.

#### Herring Networks, Inc. v. Rachel Maddow
Em 10 de setembro de 2019, a One America News Network [en] (OAN) entrou com uma ação no Tribunal Distrital dos Estados Unidos para o Distrito Sul da Califórnia [en] contra Maddow, exigindo 10 milhões de dólares, após Maddow descrever a rede como "propaganda russa paga" em seu programa de 22 de julho de 2019. Maddow reproduziu uma reportagem do Daily Beast que identificava um funcionário da OAN como também trabalhando para a Sputnik, agência controlada pelo governo russo através da Rossiya Segodnya, acusada de disseminar desinformação e frequentemente descrita como um veículo de propaganda. Também foram mencionados na ação a Comcast, MSNBC e NBCUniversal.
No dia 22 de maio de 2020, o caso foi indeferido pela juíza Cynthia Bashant [en], que concluiu que "a declaração contestada é uma opinião que não pode servir de base para uma ação por difamação". A empresa-mãe da OAN, Herring Networks, anunciou que pretendia recorrer.
Após análise do recurso da Herring, em agosto de 2021, a decisão a favor de Maddow foi confirmada pelo Tribunal de Apelação dos Estados Unidos para o Nono Circuito. O Tribunal de Apelações também confirmou uma decisão da corte de primeira instância que exige que a Herring pague os honorários advocatícios de Maddow.

## Produção textual
Maddow escreveu  Drift: The Unmooring of American Military Power em 2012 sobre o papel dos militares na política americana do pós-guerra. Após seu lançamento, Drift alcançou a primeira posição na lista dos mais vendidos do The New York Times para não-ficção de capa dura.
No mês de dezembro de 2013, o The Washington Post anunciou que Maddow escreveria uma coluna de opinião mensal para o jornal, contribuindo com um artigo por mês em um período de seis meses.
Em 2 de março de 2018, o The New York Times publicou as primeiras palavras cruzadas de Maddow, em colaboração com Joe DiPietro. Na véspera da publicação, ela disse: “É mais ou menos isso, como se nunca houvesse um bebê, mas há essas malditas palavras cruzadas, e estou muito, muito animada com isso".
O segundo livro de Maddow,  Blowout: Corrupted Democracy, Rogue State Russia, and the Richest, Most Destructive Industry on Earth foi publicado em outubro de 2019. Em março de 2021, a versão em audiolivro de Blowout, gravada por Maddow, ganhou o prêmio Grammy de melhor álbum falado [en] no Grammy Awards de 2021.
Seu terceiro livro, Bag Man: The Wild Crimes, Audacious Cover-up, and Spectacular Downfall of a Brazen Crook in the White House, escrito com Michael Yarvitz, foi publicado em dezembro de 2020.
O quarto livro de Maddow, Prequel: An American Fight Against Fascism [en], foi publicado em 17 de outubro de 2023. Ele é baseado em seu podcast Ultra.

## Podcast
Em outubro de 2018, Maddow lançou o podcast Bag Man, produzido com a MSNBC e com foco no escândalo político de 1973 envolvendo o vice-presidente Spiro Agnew. Uma adaptação cinematográfica do podcast foi anunciada para entrar em produção em 2022, com Ben Stiller na direção e Lorne Michaels na produção, com Maddow definido como produtor executivo.
Quatro anos depois, em outubro de 2022, Maddow e a MSNBC lançaram o Ultra, uma série de podcasts que narra o extremismo de direita dos Estados Unidos durante a década de 1940 e a Segunda Guerra Mundial, incluindo o julgamento de sedição de 1944. Alguns meses depois, em dezembro, a empresa do cineasta Steven Spielberg comprou os direitos cinematográficos da série.

## Imagem pública e publicidade

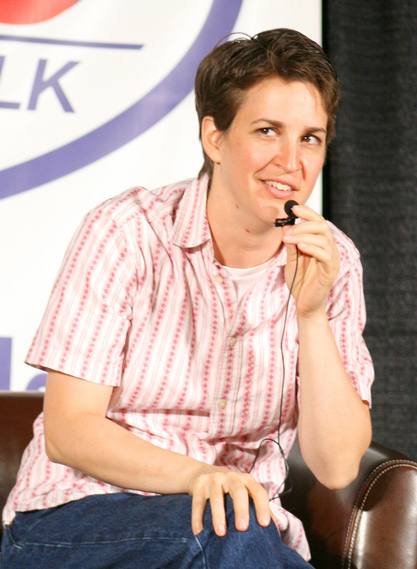
Maddow em 2008

Um perfil de 2011 do Hollywood Reporter sobre Maddow disse que ela era capaz de fornecer notícias “com pauta, mas sem histeria”. Um perfil da Newsweek disse: “Em seu melhor momento, Maddow debate oponentes ideológicos com civilidade e persistência [...] mas, apesar de toda a sua eloquência, ela pode ficar tão preocupada em criticar os republicanos que soa como mais uma partidária presunçosa da TV a cabo". O crítico do The Baltimore Sun, Howard Kurtz, acusou Maddow de agir como “um membro de um partido de passo fixo”. Os editores do The New Republic a criticaram de forma semelhante  – nomeando-a entre os “pensadores mais superestimados” de 2011, eles chamaram seu programa de “um exemplo clássico das limitações intelectuais de uma perspectiva perfeitamente estabelecida.
Ao conceder a ela o Prêmio Fé e Liberdade da Aliança Inter-religiosa, em homenagem a Walter Cronkite, o Rev. Dr. C. Welton Gaddy observou que “a cobertura apaixonada de Rachel sobre a interseção entre religião e política demonstra um forte intelecto pessoal aliado a uma sensibilidade constitucional para os limites adequados entre religião e governo".
Da mesma forma, um perfil da revista Time de 2008 descreveu Maddow como uma “esquerdista esperta e fofa”. O perfil dizia que ela irradiava uma decência essencial e sugeria que a ascensão de sua carreira poderia significar que “o bom é o novo desagradável".
Distinguindo-se de outras pessoas da esquerda, Maddow disse que é uma “liberal da segurança nacional” e, em outra entrevista, que não é “partidária”. O The New York Times a chamou de “especialista em política de defesa”.

## Posições e visões políticas
Quando perguntada sobre suas opiniões políticas em 2010 pela revista semanal Valley Advocate [en], Maddow respondeu: “Sem dúvida, sou liberal, o que significa que estou quase totalmente de acordo com a plataforma do Partido Republicano da era Eisenhower”.
Maddow se opôs à invasão do Iraque em 2003. Em fevereiro de 2013, ela disse:
 Dizemos que a Guerra do Vietnã mudou nossa política para sempre. Mas, menos de 40 anos depois, novamente, uma campanha dirigida aos mais altos níveis do governo nos levou a concordar com uma guerra baseada em algo que não aconteceu da forma como disseram que aconteceu. Foi uma campanha de meses em 2002 e 2003, e funcionou... Em três semanas, a CIA reúne o que normalmente levaria meses. Isso é entregue apenas sete dias antes da votação no Congresso... No final de 2002, o exército dos EUA está a caminho do Golfo. O Congresso está a bordo, assim como o primeiro-ministro britânico Tony Blair e a maioria da grande imprensa. O palco está montado para a guerra.
Durante a eleição presidencial de 2008, Maddow não apoiou formalmente nenhum candidato. Com relação à candidatura de Barack Obama, Maddow disse: “Nunca me considerei e ainda não me considero uma apoiadora de Obama, seja profissionalmente ou de fato.
No ano de 2010, o senador republicano Scott Brown [en] especulou que Maddow iria concorrer contra ele na eleição para o Senado em 2012 pelo estado de Massachusetts. Sua campanha usou essa premissa em um e-mail de arrecadação de fundos, embora Maddow tenha dito várias vezes que a especulação de Brown era falsa. Brown continuou a fazer suas afirmações na imprensa de Boston, de modo que Maddow publicou um anúncio de página inteira no jornal The Boston Globe confirmando que não estava concorrendo e exigiu desculpas de Brown individualmente. Ela acrescentou que, apesar dos repetidos convites ao longo dos meses, Brown havia se recusado a aparecer em seu programa de TV. Por fim, foi Elizabeth Warren quem concorreu em 2012, derrotando Brown.
Maddow sugeriu que a suposta colusão Trump-Rússia [en] continuou além da eleição presidencial de 2016. Em março de 2017, ela culpou a Rússia pela divulgação do Vault 7 do WikiLeaks, que revelou as ferramentas de hacking da Agência Central de Inteligência (CIA), afirmando: "Considere qual outra agência dos EUA, além do Departamento de Estado, Putin mais odeia? Com quem Putin mais se sente competitivo? Quem Putin mais quer derrotar? É a CIA, certo? ... Observadores atentos dizem que este é talvez o maior vazamento de material classificado da CIA de todos os tempos, e isso realmente pode ser um golpe devastador para as capacidades de guerra cibernética e espionagem direta da CIA, e esse vazamento foi divulgado pelo WikiLeaks."
Sobre a investigação Trump-Rússia, Maddow declarou: "Se a presidência de Trump for conscientemente o produto de uma operação de inteligência estrangeira, isso é uma crise nacional de grande escala".  Referindo-se aos "fatos alternativos" e às notícias falsas, Maddow afirmou: "O presidente denegrir a imprensa é importante em termos de seu comportamento como um líder de estilo autoritário cada vez mais evidente, ponto final".
Após o assassinato, em outubro de 2018, do jornalista dissidente da Arábia Saudita e colunista do Washington Post Jamal Khashoggi, Maddow argumentou que os laços comerciais de Donald Trump com a Arábia Saudita estão levantando algumas questões preocupantes. Ao final de 2018, em dezembro, Maddow criticou a decisão do presidente Trump de retirar as tropas americanas da Síria.
No mês de julho de 2020, no contexto da Pandemia de COVID-19 ,Maddow previu que os números do desemprego referentes ao mês anterior seriam “absolutamente terríveis”; depois que os números foram divulgados, mostrando o maior crescimento de empregos em um único mês na história dos Estados Unidos, o portal de notícias política Politico considerou a previsão de Maddow um dos “prognósticos mais audaciosos, confiantes e espetacularmente incorretos do ano”.
Em maio de 2021, o ex-repórter do New York Times Barry Meier [en] publicou Spooked: The Trump Dossier, Black Cube, and the Rise of Private Spies, que citou o dossiê Steele [en] como um estudo de caso sobre como os repórteres podem ser manipulados por fontes privadas de inteligência. Meier citou Maddow como um exemplo.

## Vida pessoal
Maddow divide seu tempo entre Manhattan, em Nova Iorque, e Cummington, em Massachusetts, com sua parceira, a artista  Susan Mikula. Elas se conheceram no ano de1999, quando Maddow estava trabalhando em sua tese de doutorado.
Maddow lida com a depressão crônica desde a puberdade. Em uma entrevista de 2012, ela declarou: “Isso não tira minha alegria, meu trabalho ou minha energia, mas lidar com a depressão é algo que faz parte da minha vida cotidiana e que tenho vivido desde que me lembro". Ela explicou por que decidiu falar sobre isso em entrevistas: “Foi uma decisão difícil... Porque não era da conta de ninguém. Mas foi útil para mim saber sobre as pessoas que estavam sobrevivendo, que levavam uma vida boa, embora estivessem lidando com a depressão. Então, senti que era um pouco de responsabilidade retribuir isso".
Maddow disse: “Há três coisas que faço para me manter sã: faço exercícios, durmo - tenho um bom sono - e pesco.: Ela também é católica praticante.
No ano de 2021, Maddow passou por uma cirurgia para remover um tumor de pele cancerígeno do pescoço.

## Honrarias e prêmios
- 2023 - Prêmio Hillman [en] para Jornalismo de Radiodifusão por seu podcast, Ultra.[112] Desde 1950, a Fundação Sidney Hillman homenageia jornalistas que buscam reportagens investigativas e narrativas profundas a serviço do bem comum. Os agraciados exemplificam a excelência jornalística, a habilidade de contar histórias e o impacto na justiça social".[113] Essa foi a primeira vez que o prêmio foi concedido a um podcast.[114]
- 2020 - Prêmio Alfred I. duPont - Universidade de Columbia [en] por seu podcast, Bagman.[115] O prêmio “homenageia a excelência em transmissão e jornalismo digital no serviço público e é considerado um dos prêmios de maior prestígio no jornalismo". É considerado por alguns como o "equivalente de transmissão do Prêmio Pulitzer", outro programa administrado pela Universidade de Columbia.
- 2018 - Prêmio Peabody, indicação por seu podcast, Bagman.[116]
- 2017 - Prêmio Emmy na categoria 'melhor entrevista ao vivo' pelo segmento “One-on-One with Kellyanne Conway” do The Rachel Maddow Show.[117]
- 2017 - Prêmio Emmy na categoria 'discussão e análise de notícias de destaque' pela história do The Rachel Maddow Show “An American Disaster: The Crisis in Flint”.[117]
- 2011 - Prêmio Emmy na categoria de Melhor Discussão e Análise de Notícias pelos segmentos "Good Morning Landlocked Central Asia!" no programa The Rachel Maddow Show.[118]
- 2008 - Nomeada para a lista "Out 100" da revista Out como uma das "homens e mulheres LGBTQ que influenciaram a cultura".[119]
- 2008 - Eleita "Mulher Lésbica/Bissexual do Ano (EUA)" pelo site AfterEllen nos prêmios de visibilidade de 2008.[120]
- 2009 - Vencedora do Prêmio Gracie apresentado pela Aliança para mulheres na mídia [en].[121]
- 2009 - Indicada ao 20º Prêmio Anual de Mídia da GLAAD pelo segmento "Rick Warren, Change To Believe In?" na categoria de "Melhor Segmento de Jornalismo na TV".[122]
- 2009 - Recebeu uma Proclamação de Honra do Senado do Estado da Califórnia [en], apresentada pelo senador estadual Mark Leno.[123]
- 2009 - Listada em 4º lugar na lista "Power 50" anual da revista Out.[124]
- 2009 - Ficou em sexto lugar na lista "Hot 100" do AfterEllen.com e em terceiro na versão "Hot 100: Out Women".[125]
- 2009 - Incluída na lista "Quarenta abaixo dos 40" da revista The Advocate como uma das principais profissionais de mídia LGBTQ.
- 1994 - Menção honrosa no Prêmio de Ética da Fundação Elie Wiesel.[126]
- 2010 - Venceu o 21º Prêmio Anual de Mídia da GLAAD na categoria Melhor Jornalismo de TV/Revista pelo segmento "Uganda Be Kidding Me".[127]
- 2010 - Recebeu o Prêmio Walter Cronkite Faith & Freedom da Aliança Inter-religiosa [en].[128]
- 2012 - Recebeu o Prêmio John Steinbeck [en] na Universidade Estadual de San José.[129]
- 2017 - Finalista para "Pessoa do Ano" pela revista The Advocate.[130]
- 2021 - Incluída na segunda lista anual "Queer 50" da Fast Company.[131]

### Grammys
| Ano  | Categoria                 | Recipiente(s) | Resultado | Ref.    |
| ---- | ------------------------- | ------------- | --------- | ------- |
| 2013 | Melhor Álbum de Recitação | Drift         | Indicado  | [ 132 ] |
| 2021 | Melhor Álbum de Recitação | Blowout       | Vencedor  | [ 9 ]   |

## Na cultura popular
Tracey Ullman interpretou Maddow em sua série de comédia da Showtime, Tracey Ullman's State of the Union [en]. Maddow convidou Ullman para seu programa e a entrevistou em janeiro de 2010.
Abby Elliott e Melissa Villasenor interpretaram Maddow em esquetes no Saturday Night Live.
Maddow apareceu como personagem no episódio de 3 de novembro de 2013 de Os Simpsons, Four Regrettings and a Funeral.
Maddow apareceu no início de Trump: The Rusical [en] na 11ª temporada [en] de RuPaul's Drag Race como a estrela de um mini-desafio em que os participantes tinham que se vestir como Maddow e ler a partir de um teleprompter.
Maddow é a voz de Vesper Fairchild na série de televisão Batwoman. Em março de 2010, ela escreveu a introdução da revista Batwoman: Elegy [en], na qual ela destacou seu apreço pelo trabalho do escritor Greg Rucka. Realizou participação como ela mesma na série House of Cards da Netflix.
No filme romântico de 2023, Red, White & Royal Blue, Maddow também fez uma participação especial.